# 赤松則繁
赤松 則繁（あかまつ のりしげ）は、室町時代中期の武将。赤松満祐の実弟。

## 生涯
赤松義則の子で満祐の実弟。満祐とは仲が良く、赤松一族で屈指の武勇を誇る猛将だった。
そのため性格が大変粗暴で、応永31年（1424年）3月14日には細川持之屋敷の花見の席で家臣の安藤某を殺害するという暴挙を行なった。これに激怒した第4代将軍の足利義持は則繁に切腹を命じたが、則繁は逐電したためその命令は実行されなかった。そして応永35年（1428年）1月に義持が死去するまでは姿を隠していた。
嘉吉元年（1441年）6月24日に第6代将軍・足利義教が赤松屋敷を訪問した際、甥の教康と共にその接待（介添）を勤め、若い甥に代わって諸般の指図をした。そして義教を暗殺する嘉吉の乱に主導的役割を果たすと、自らの屋敷や一族の屋敷を焼き払って播磨に帰国した。そして兄が足利直冬の孫・義尊を擁立すると50騎ほどを率いて迎えにいったという。やがて山名宗全を主力とした討伐軍が播磨に迫ると、則繁は美作口を守ったが8月26日に敗れた。9月10日に城山城が山名軍に攻められて兄が自害する直前、兄の命令で脱出して再起を図ることになり、城の西南から脱出した。また『建内記』嘉吉元年九月二十五日条によれば、満祐の嫡子の教康や義尊らと共に脱出したとされている。
脱出した則繁は室津から船で筑前守護の少弐教頼を頼って落ち延び、さらにその助けを得て李氏朝鮮に渡った。朝鮮では一州において暴れまわって制圧する勢いだったという。
文安5年（1448年）1月、日本に帰国した則繁は少弐教頼と共に肥前で大内教弘軍と戦ったが敗れた。このため播磨に逃れるも、播磨はすでに山名宗全の領国だったためどうしようもなく、河内の畠山氏を頼った。しかし8月8日、幕府に潜伏先を知られてしまい、赤松家の再興と播磨の守護職返還の確約を得た甥の赤松則尚と細川持常の軍によって潜伏先の当麻寺を包囲されたため、自害した（『東寺執行日記』）。享年49。首級は京都に送られて晒されたという。